# Multimedia Home Platform
MHP, ofwel Multimedia Home Platform, is een open standaard voor middleware ontwikkeld voor interactieve digitale televisie bovenop DVB. Met behulp van MHP kunnen interactieve, Java-gebaseerde toepassingen op een televisie ontvangen en uitgevoerd worden. Die toepassingen kunnen via het broadcast kanaal geleverd worden samen met de video en audio stream. Mogelijke toepassingen zijn informatie diensten, spelletjes, stemmen, e-mail, sms of aankopen. Voor niet-lokale interactiviteit is een return kanaal nodig.
MHP is in Europa gekozen als standaard middleware voor digitale televisie, in België gebruikt Telenet het.